# Fritz Ursell
Fritz Ursell   (Düsseldorf, 28 d'abril de 1923 - Manchester, 11 de maig de 2012) va ser un matemàtic britànic, nascut a Alemanya.

## Vida i obra
Ursell va néixer a Alemanya en una família jueva que, a partir de 1933, va començar a patir l'antisemitisme del govern nazi. Després d'haver iniciat els estufis secundaris a Düsseldorf, el 1937 els seus pares van aconseguir fer-lo marxar a Anglaterra, on les va acabar al Clifton College i al Marlborough College, abans d'obtenir una beca per estudiar al Trinity College de la universitat de Cambridge, en la qual es va graduar el 1943.
El 1943, va ingressar al Laboratori de Recerca de l'Almirallat Britànic on va estudiar les ones marines, la seva propagació i els seus efectes en els vaixells, sota el lideratge de George Deacon que, després, va arribar a ser el primer director del Laboratori Nacional d'Oceanografia. Aquí van començar els seus treballs en hidrodinàmica en geometries esfèriques i esferoidals, que van ser els seus treballs més destacats en la seva carrera acadèmica, especialment pel mètode multipolar que permet construcciones adequades.
Des de 1947 fins a 1950 va continuar les seves recerques a la universitat de Manchester i el 1950 va tornar a la universitat de Cambridge on va romandre fins al 1961, excepte el curs 1957-58 en el qual va ser professor visitant al Massachusetts Institute of Technology. El 1961 va retornar a la universitat de Manchester on va romandre fins a la seva jubilació el 1990.
Ursell va fer importants aportacions a les matemàtiques aplicades en general, tot i que les més notables van ser en el camp dels mètodes asimptòtics i en el de la propagació de les onades. Va publicar un centenar d'articles científics, la majoria dels quals es van publicar el 1994 en dos volums titulats Ship Hydrodynamics, Water Waves, and Asymptotics, en el qual els agrupava sota quatre epígrafs: a) Hidrodinàmica de Vaixells i Teoria Lineal de les Onades, b) Aerodinàmica i Acústica, c) Mètodes Matemàtics i d) Oceanografia.